# 北京新发地农产品批发市场
北京新发地农产品批发市场是一个位于北京市丰台区花乡地区新发地村的农产品批发市场，成立于1988年5月16日，现有固定摊位2000个左右、定点客户4000余家，占地1680亩。
2019年，该市场交易量1749万吨，交易额1319亿元人民币，是北京市乃至亚洲交易规模最大的农产品批发市场，承担了北京市90%的农产品供应，有首都“菜篮子”、“果盘子”之称。

## 历史

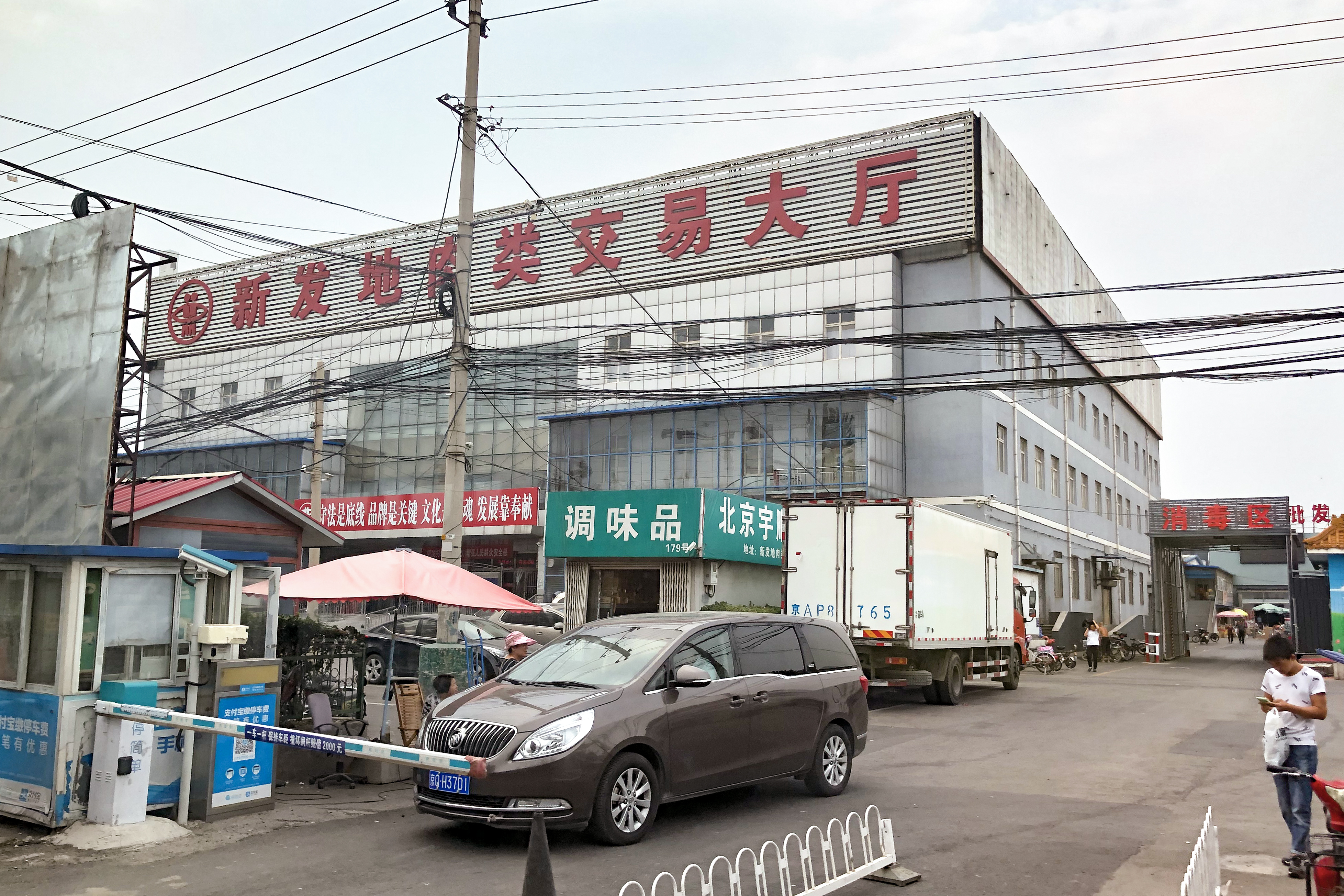
新发地肉类交易大厅（2019年6月）

市场所在的新发地村本名“新坟地”。住房多在东侧海子墙故址上，最早居民为看坟户，守护连片的坟地。1958年填平坟地辟为农田，并逐渐形成新的聚落，自此改称“新发地”:220。村内多为沙壤质褐潮土，适宜种植蔬菜:220。
1985年5月10日，北京市物价局决定放开猪肉、牛肉、羊肉、蛋类、禽类、海水鱼、蔬菜七种主要农副产品的购销价格:74，北京市委、市政府同月30日召开蔬菜工作会议，决定“搞活购销”、“允许外地菜进京”:226。由此，新发地村周边的农民向政府上交计划内蔬菜后，开始将剩余部分在路边摆摊零售，逐渐形成农民自发组织的马路市场:151，此后更有众多外省市农民加入这一马路市场，交易秩序混乱，堵塞交通，村干部及工商所多次驱逐未果，后来丰台区工商局一名工作人员建议新发地村成立批发市场，将这些“赶不走”的菜农“请进来”，新发地村蔬菜公司经理张玉玺决定划地建设市场。1988年5月16日，以张玉玺为首的15名村民在新发地村用铁丝网圈地15亩，利用15万元资金（区、乡、村各出资5万）创办农贸市场:152。市场创办初期，缺乏兴办市场经验的张玉玺曾在集宁、张家口、漯河等地亲自销售蔬菜。
1989年，新发地市场用地扩展至25亩，1992年达到100亩，1999年扩至近千亩:152。在不断扩张中，新发地市场以收费低、手续简便的特点吸引客户，节假日期间更免收管理费，交易量也逐渐上涨。1996年蔬菜交易超过11亿公斤，占北京市当年蔬菜交易总量的40%，经营范围也扩展为蔬菜、水果、粮食、油类、肉类、水产、禽蛋、调料八大类，2003年的蔬菜交易量占北京全市的60%。2003年，新发地村建成19座居民楼，命名为“新发地经营者乐园”，供新发地市场的外来经营户居住，2004年开始安排商户入住:280-281。2006年，该市场各类农副产品总交易量为60.5亿千克，总交易额为151亿元，占全国同类市场第一（交易量）、第二（交易额）。
2010年，新发地市场占地已达1520亩，交易量100亿公斤，交易额360亿元:153。2019年，该市场交易量174.9亿公斤，交易额1319亿元。

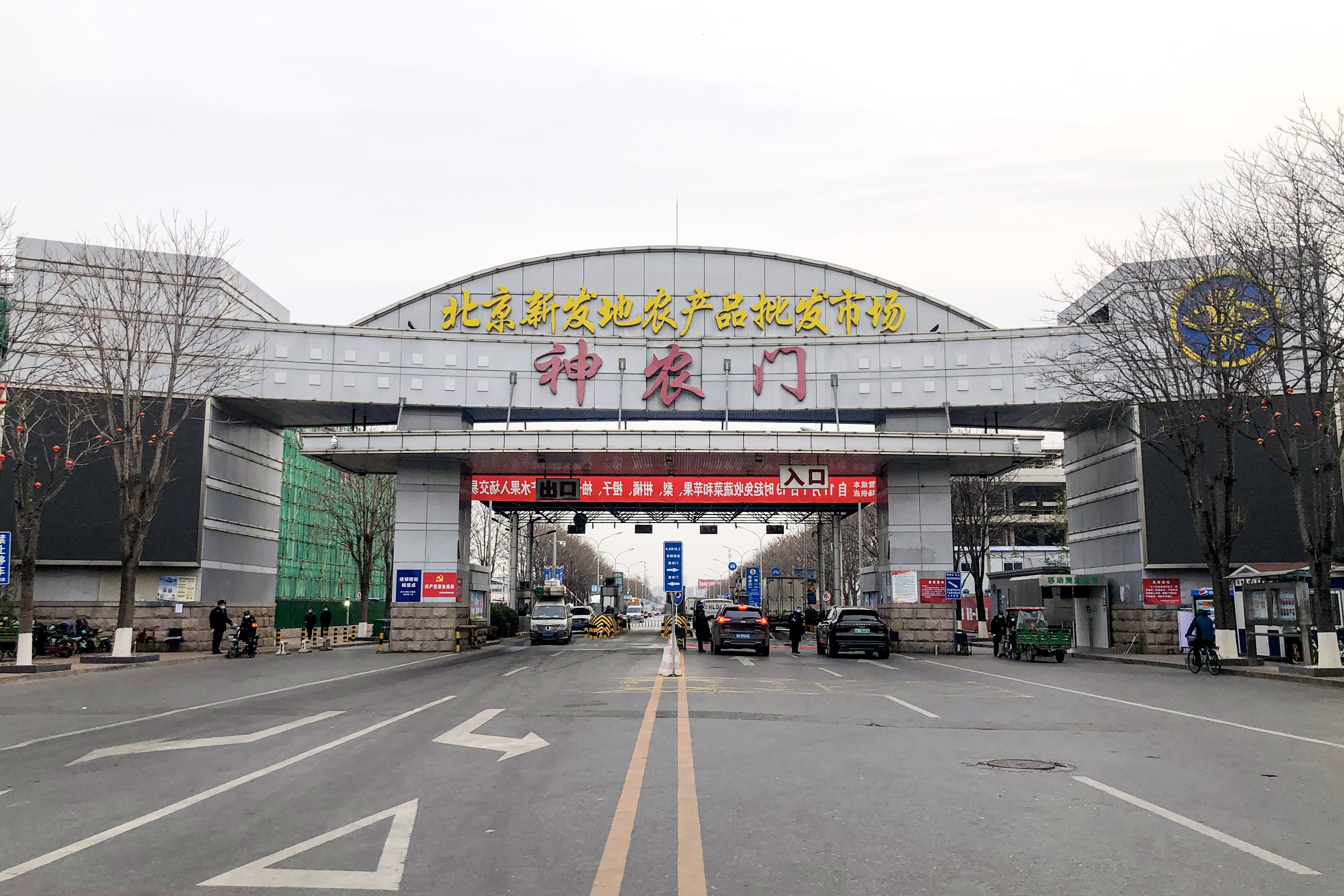
2020年聚集性疫情结束后只保留批发业务的新发地市场，图为其北门神农门

2020年6月13日，因北京市新增本地新冠肺炎病例的活动轨迹涉及新发地批发市场，引发新一轮疫情，新发地批发市场暂时休市，进行全面的卫生整治和环境消杀，原在市场内交易的蔬菜和水果移到5个指定的区域进行。
2020年8月13日，丰台区常务副区长周新春宣佈，新发地市场取消零售功能，不再向个人消费者开放，但批發業務會保留，同时全面取消地下空间交易；主市场铁路以南区域于8月15日正式对外开放营业，9月6日，新发地市场主市场铁路以北区域恢復营业，新发地市场全面恢復。9月28日，猪肉批发恢復，但只开放采购商进场，且不开放进口冷冻猪肉交易。11月下旬，新发地市场对水产、冰鲜、冻货、冷藏肉类、海产品等全部进行清理，并已完成所有冷库的清理消杀，部分腾出来的冷库经消杀后调整为储备冬储蔬菜常温库，猪肉交易大厅经营不受影响。

## 外部連結
- 北京新发地市场官方网站（页面存档备份，存于）